# Ulica Graniczna we Wrocławiu
Ulica Graniczna – dawna peryferyjna droga biegnąca od ulicy Mińskiej na zachód wzdłuż dawnej granicy (stąd nazwa) miasta Wrocławia z lat 1928-1970 w rejonie wsi, a później osiedla Strachowice.
Od lat 40. XX wieku, kiedy - po uruchomieniu w Strachowicach w 1936 lotniska wojskowego Breslau-Schöngarten wraz z towarzyszącą mu jednostką wojskową znaczenie tej drogi (noszącej wówczas nazwę Herrenhuterstraße), pierwotnie lokalnej i na większości odcinka nieutwardzonej, znacznie wzrosło. Od lat 70. funkcjonował w Strachowicach kombinat warzywniczy, a w roku 1978 do Strachowic przeniesiono również wrocławski cywilny port lotniczy, w związku z czym wzrósł znacznie również ruch na ulicy Granicznej. Rosnące potrzeby komunikacyjne spowodowały wytyczenie dalszego odcinka ulicy na jej zachodnim krańcu: dziś cała ulica liczy blisko 5 kilometrów i prowadzi do uruchomionego w 2012 roku nowego terminalu lotniska we Wrocławiu, a także do znajdującego się tu obserwatorium aerologicznego.
Ulica na całej długości jest obecnie dwujezdniowa, z dodatkową ścieżką dla rowerów i chodnikiem, przechodzi mostem ponad strumieniem Kasina i wiaduktem nad Autostradową Obwodnicą Wrocławia, do której ma bezpośrednie połączenie drogowe przez zlokalizowany w pobliżu autostradowy węzeł Wrocław Lotnisko.